# Human (album de Death)
Pour les articles homonymes, voir Human.
Albums de Death
Spiritual Healing
(1991) Fate: The Best of Death
(1993)
Human est le quatrième album de Death, sorti en 1991. Il marqua le début d'un changement majeur de style avec une musique plus technique et progressive que dans les précédentes réalisations du groupe. Les textes sont plus introspectifs et riches de sens, à l'opposé des paroles très gore des deux premiers albums et des commentaires sociaux de Spiritual Healing. Le groupe développera de plus en plus ce style sur les albums suivants.
Le bassiste Steve DiGiorgio quitta le groupe après l'enregistrement de cet album (même s'il reviendra enregistrer Individual Thought Patterns). Il fut remplacé par Skott Carino, qui fit la tournée 1991-1992. Carino a aussi enregistré quelques secondes de basse sur Cosmic Sea, le reste du morceau étant enregistré par DiGiorgio.
Un clip vidéo fut réalisé pour le morceau Lack of Comprehension et diffusé sur MTV.
Cet album fut classé 82e des 100 meilleurs albums de guitare de tous les temps dans le numéro d'octobre 2006 du magazine Guitar World.
Ce fut l'album de Death qui se vendit le mieux avec 70 000 unités écoulées aux États-Unis.
Suicide Machine est dédié à la mémoire du bassiste d'Atheist, Roger Patterson, décédé dans un accident de voiture le 12 février 1991 à l'âge de 22 ans.

## Liste des morceaux
1. "Flattening of Emotions" – 4:28
2. "Suicide Machine" – 4:19
3. "Together as One" – 4:06
4. "Secret Face" – 4:36
5. "Lack of Comprehension" – 3:39
6. "See Through Dreams" – 4:26
7. "Cosmic Sea" – 4:23
8. "Vacant Planets" – 3:48
9. "God of Thunder" – 3:56 (Reprise de Kiss disponible uniquement sur la version japonaise de l'album)[3]

## Crédits

### Death
- Chuck Schuldiner - guitare, voix, production
- Steve DiGiorgio - basse
- Paul Masvidal - guitare
- Sean Reinert - batterie

### Production
- Production artistique : David Bett
- Photographie : Tim Hubbard
- Production, mixage : Scott Burns
- Mixage : Mike Fuller
- Management : Eric Greif